# Campionati mondiali juniores di bob 2005
I Campionati mondiali juniores di bob 2005, diciannovesima edizione della manifestazione organizzata dalla Federazione Internazionale di Bob e Skeleton, si sono disputati il 27 e il 30 gennaio 2005 a Winterberg, in Germania, sulla pista Bobbahn Winterberg, il tracciato dove si svolsero le rassegne iridate juniores del 1988 e del 1992 (per le sole specialità maschili). La località della Renania Settentrionale-Vestfalia ha quindi ospitato le competizioni iridate per la terza volta nel bob a due uomini e nel bob a quattro e per la prima nel bob a due donne.

## Risultati

### Bob a due uomini
La gara si è disputata il 27 gennaio 2005 nell'arco di due manches ed hanno preso parte alla competizione 23 compagini in rappresentanza di 15 differenti nazioni.
| Pos. | Atleti                              | Nazione    | Tempo   | Distacco |
| ---- | ----------------------------------- | ---------- | ------- | -------- |
|      | Christoph Gaisreiter Alex Mann      | Germania-1 | 1:54.43 |          |
|      | Francisco Baños Roman Handschin     | Svizzera-2 | 1:54.52 | +0.09    |
|      | Urs Hefti Bruno Zurfluh             | Svizzera-1 | 1:54.70 | +0.27    |
| 4    | Sven Rocho Thorsten Kuschel         | Germania-2 | 1:54.88 | +0.45    |
| 5    | Mihails Arhipovs Daumants Dreiškens | Lettonia-2 | 1:55.23 | +0.80    |
| ...  | ...                                 | ...        | ...     | ...      |

### Bob a due donne
La gara si è disputata il 27 gennaio 2005 nell'arco di due manches ed hanno preso parte alla competizione 27 compagini in rappresentanza di 14 differenti nazioni.
| Pos. | Atleti                              | Nazione    | Tempo   | Distacco |
| ---- | ----------------------------------- | ---------- | ------- | -------- |
|      | Maria Spirescu Viorica Țigău        | Romania-1  | 1:57.83 |          |
|      | Sabina Hafner Melanie Zürcher       | Svizzera-1 | 1:58.09 | +0.26    |
|      | Jessica Gillarduzzi Fabiana Mollica | Italia-1   | 1:58.82 | +0.99    |
| 4    | Martina Makoš Anabela Straga        | Croazia-1  | 1:59.81 | +1.98    |
| 5    | Alevtina Kovalenko Elena Doronina   | Russia-2   | 1:59.92 | +2.09    |
| ...  | ...                                 | ...        | ...     | ...      |

### Bob a quattro
La gara si è disputata il 30 gennaio 2005 nell'arco di due manches ed hanno preso parte alla competizione 27 compagini in rappresentanza di 14 differenti nazioni.
| Pos. | Atleti                                                       | Nazione    | Tempo   | Distacco |
| ---- | ------------------------------------------------------------ | ---------- | ------- | -------- |
|      | Christoph Gaisreiter Alex Mann Matthias Adolf Stephan Seeck  | Germania-1 | 1:51.93 |          |
|      | Sven Rocho Tobias Schäpe Norman Dannhauer Thorsten Kuschel   | Germania-2 | 1:52.23 | +0.30    |
|      | Francisco Baños Gregor Baumann Mario von Arx Roman Handschin | Svizzera-1 | 1:52.34 | +0.41    |
| 4    | Andreas Neagu Andreas Udvari Erik Tröger Benjamin Mielke     | Germania-3 | 1:52.42 | +0.49    |
| 5    | Andreas Mayrl Danilo Santarsiero Matteo Torchio Mirko Turri  | Italia-1   | 1:52.91 | +0.98    |
| ...  | ...                                                          | ...        | ...     | ...      |

## Medagliere
| Posizione | Nazione  | Oro | Argento | Bronzo | Totale |
| --------- | -------- | --- | ------- | ------ | ------ |
| 1         | Germania | 2   | 1       | 0      | 3      |
| 2         | Romania  | 1   | 0       | 0      | 1      |
| 3         | Svizzera | 0   | 2       | 2      | 4      |
| 4         | Italia   | 0   | 0       | 1      | 1      |
| Totale    | Totale   | 3   | 3       | 3      | 9      |